# مدينة بويبلا
مدينة بويبلا (بالإسبانية: Puebla)‏ تأسست في 16 أبريل 1531م في الوادي الذي يحمل نفس الاسم.في الشعاره يقّرا "Angelis suis Deus mandavit de te ut custodiant te in omnibus viis tuis" العبارة اللاتينية التي تعني: أرسل الله ملائكته لحماية ورعاية جميع طرقك.بويبلا هي رابع أكبر مدينة في المكسيك بعد مدينة مكسيكو وغوادالاخارا ومونتيري، ومرة واحدة في رابع أكبر منطقة حضرية في المكسيك.

## الجغرافيا
بويبلا يقع على ارتفاع 2125 متر فوق مستوى سطح البحر على منحدرات البركان «لا مالينشي»، بالقرب من البراكين «بوبوكاتيبيتل» و«إستاسيواتل»، مناخها معتدل مع هطول أمطار غزيرة في الصيف والصقيع في فصل الشتاء حين لآخر.
هي الزراعية والتجارية والصناعية والسياحية، وتقع في المرتفعات الوسطى في المكسيك. والمنتجات الرئيسية هي المنسوجات والأواني الزجاجية والسيراميك والبلاط والأغذية المصنعة. مدينة بويبلا هي الآن واحدة من كليات أكثر انتقائية في البلاد ومنطقة العاصمة الثانية مع عدد من الجامعات في المكسيك، وفقط بعد مكسيكو سيتي.
وبين المباني الاستعمارية الكبرى هي بويبلا كاتدرائية بترف زينت الكنائس في سانتو دومينغو، سان كريستوبال، وسان فيليبي نيري والمتحف الرئيسي يعتبر الأقدم في أمريكا.

## التاريخ
الحاجة إلى أقصر طريق التجارة بين مدينة مكسيكو وفيراكروز، فضلا عن عدد متزايد من تهميش النظام الكلفية الإسبانية، بدأ في المشاركة في إنشاء مدينة نائية من المستوطنات الأصلية والمخصصة للراحة والتجارة الأسبانية. شَهَدت المَدينة مَعْرَكة بِويَبلا الشَهيرة التي انتَصَر فيها الجيش المكسيكي على الجيش الفرنسي المُحتل.

## الهندسة المعمارية
الوسط التاريخي في المدينة ويبين المباني الرائعة الهندسة المعمارية للاستعمار الأسباني، وبالتالي قد عينت بوصفها مواقع التراث العالمي التي منحها يونسكو.بعض هذه المباني قد أعيدت، ولكن العديد من المباني تضررت بعد زلزال عام 1999م.
جميع المباني الاستعمارية، والأكثر إثارة للإعجاب هو كاتدرائية بويبلا، والذي يهدف إلى أن يكون أكبر في أمريكا اللاتينية على قاعدة، الذي هو اسلوب الحركة الكلاسيكية الجديدة.
«لا كابيليا ديل روزاريو»، يظهر قليلا من الباروك المكسيكي، ويتم، في الداخل، تماما تقريبا مغطى بالذهب.